# طراطرات
الطراطرات (الاسم العلمي: Sphenodontidae)، هي فصيلة من الزواحف تتبع رتبة خطيمة الرأس. تضم أربعة أجناس منها واحدة فقط ما زالت موجودة حتى الآن وهو جنس طراطرة.